# Haspin
Haspin (in ebraico חַסְפִּין‎?), noto anche come Hispin, è un insediamento comunitario israeliano sito nella porzione meridionale delle alture del Golan. L'insediamento, come l'intero territorio delle alture del Golan, è de iure parte della Siria ma de facto occupato da Israele.

## Storia
L'insediamento è stato fondato nel 1978 sul sito del villaggio siriano abbandonato di Khisfin, già citato in diversi scritti rabbinici del III secolo e nel mosaico di Rehob.